# Ясъкьой
Ясъкьой (на гръцки: Ίασμος, Ясмос) е село в Република Гърция, дем Ясъкьой. Според преброяването от 2001 година селото наброява 2732 жители. Наричано е от местните мюсюлмани Ясю кьой и в него живеят помаци и гърци.

## География
Селото е в подножието на планината Родопи между Гюмюрджина и Ксанти, на север граничи с България. Препитават се, като отглеждат животни и тютюн. Наричат диалекта, на който говорят вкъщи „помацки“. Гюмюрджинските помаци имат здрави планински снаги, препитават се със земеделие и животновъдство, отглеждат тютюн, царевица, памук, ходят на гурбет. Правят си вино и ракия. В селото има 3 църкви и джамия.

## История
Александър Синве („Les Grecs de l’Empire Ottoman. Etude Statistique et Ethnographique“), който се основава на гръцки данни, в 1878 година пише, че в Ясъкьой (Yassi-keuy) живеят 1280 гърци.

## Личности
Родени в Ясъкьой
- Костас Лазаридис (1900 – 1943), гръцки комунист